# Qusay Munir
Qusay Munir Abboodi al-Hussein  (på arabiska: قصي منير عبودي الحسين), född den 12 april 1981 i Basra, är en irakisk före detta fotbollsspelare och sedermera fotbollstränare. Under sin karriär har han varit given i Iraks landslag sedan 2002. Han är för närvarande huvudtränare för al-Sinaa i Irakiska Division 1.